# BAP Eten (DT-144)
USS Traverse County (LST-1160)
Le BAP Eten (DT-143), anciennement USS Traverse County (LST-1160) de l'US Navy, est un bâtiment de débarquement de chars de la marine péruvienne en service depuis 1984.

## Histoire
L'USS LST-1160 a été construit au Chantier naval Bath Iron Works dans le Maine en 1953. C'est un Landing Ship Tank de la classe Terrebonne Parish.
En janvier 1954, il rejoint la Naval Amphibious Base Little Creek (base navale de Norfolk sur la côte est des États-Unis). Le 1er juillet 1955 il est nommé USS Traverse County (LST-1160) et devient le meilleur bâtiment de la flottille 4. Il rentre ensuite à la Philadelphia Naval Shipyard pour une révision et reprend le service dès 1956 dans la sixième flotte des États-Unis
En 1962 il est attaché à la surveillance de Cuba à cause de la présence de missiles balistiques de l'Union soviétique lors de la crise des missiles de Cuba. Après cela il se redéploie en Méditerranée puis sur la côte est des États-Unis.
En 1970, il se rend sur le canal de Panama avec des scientifiques de la Smithsonian Institution puis sert de transport pour l'armée de réserve des États-Unis pour le Project Handclasp à Guayaquil en Équateur.
Le 7 juillet 1970, il est retiré du service et rejoint la United States Navy reserve fleets à Orange au Texas.
Il est réactivé en juin 1973 au Military Sealift Command comme cargo avec l'immatriculation USNS Traverse County (T-LST-1160) au sein de la National Defense Reserve Fleet à Suisun Bay (Benicia en Californie).

## Transfert au Pérou
Le 7 août 1984, le Traverse County et trois autres bâtiments identiques (USS Walshoe County, USS Waldo County et USS Walworth County) sont loués par le Pérou.
Il devient le BAP Eten (DT-144) de la marine péruvienne le 4 mars 1985. Le bail est renouvelé pour les quatre navires en août 1989 et août 1994.
Le 26 avril 1999, l'US Navy les vend définitivement conformément au Foreign Military Sales.
Ce bâtiment peut transporter :
- jusqu'à 380 hommes de troupes et 15 officiers ;
- trois landing craft ;
- un LCP.

### Note et référence
- (en) Cet article est partiellement ou en totalité issu de l’article de Wikipédia en anglais intitulé « USS Traverse County (LST-1160) » (voir la liste des auteurs).